# ييليتس
ييليتس (بالروسية: Елец) هي إحدى مدن روسيا في الكيان الفدرالي الروسي ليبيتسك أوبلاست.تقع المدينة على ضفاف نهر بيسترايا سوسنا وتبعد عن مركز المقاطعة 78 كم وعن العاصمة موسكو مسافة 450 كم.

## نبذة عن تاريخ المدينة
المدينة إحدى مدن روسيا القديمة ويعتقد ان تاريخ تأسيسها يعود إلى عام 968 . وتجري حاليا الحفريات الاثرية في مركز المدينة التاريخي لتحديد عمر المدينة الحقيقي. وقد جاء ذكر المدينة لأول مرة في السجلات التاريخية عام 1146 باعتبارها مدينة محصنة لحماية حدود امارة ريازان من هجمات القبائل الرحل والرعاة. ويعتبر هذا التاريخ حاليا هو تاريخ تاسيس المدينة.
في عام 1395 هاجمت قوات تيمورلنك المدينة ودمرتها ونهبت وسلبت اهلها. في عام 1483 أصبحت تابعة لامارة موسكو. وفي عام 1592 اعيد بناء قلعة المدينة مع مجموعة قلاع أخرى لحماية الحدود الجنوبية - الشرقية للدولة الروسية، واصبحت القلعة نواة مدينة يليتس الحالية. ومع تقدم حدود الدولة الروسية نحو الجنوب فقدت المدينة اهميتها الدفاعية واصبحت مركزا تجاريا وحرفيا مهما وارتبط مصيرها بالتجارة حيث كان التجار من مختلف مناطق روسيا يجلبون إلى المدينة بضائعهم ويقايضونها بالبضائع التي تنتج بالمدينة. لقد كانت المدينة في عهد الامبراطورة كاثرين العظيمة من المدن المزدهرة وبنيت منازل تجارها بالحجر وفيها متاجرعديدة ومتنوعة. في عام 1770 منحتها الامبراطورة صفة مدينة وصادقت على مخطط بناء المدينة اللاحق، وفي عام 1793 بوشر برصف شوارع المدينة وازقتها بالزلط وصفائح من حجر الكلس، كما وضعت المصابيح الزيتية في الشوارع لانارتها ليلا، وحفرت الابار للتزود بالمياه وهي أول مدينة روسية انشأت فيها فرق لاطفاء الحرائق. انتشرت في هذه الفترة بشكل واسع حرفة الحياكة والتخريم (الدنتيلا) التي تشتهر بها المدينة حتى يومنا هذا.

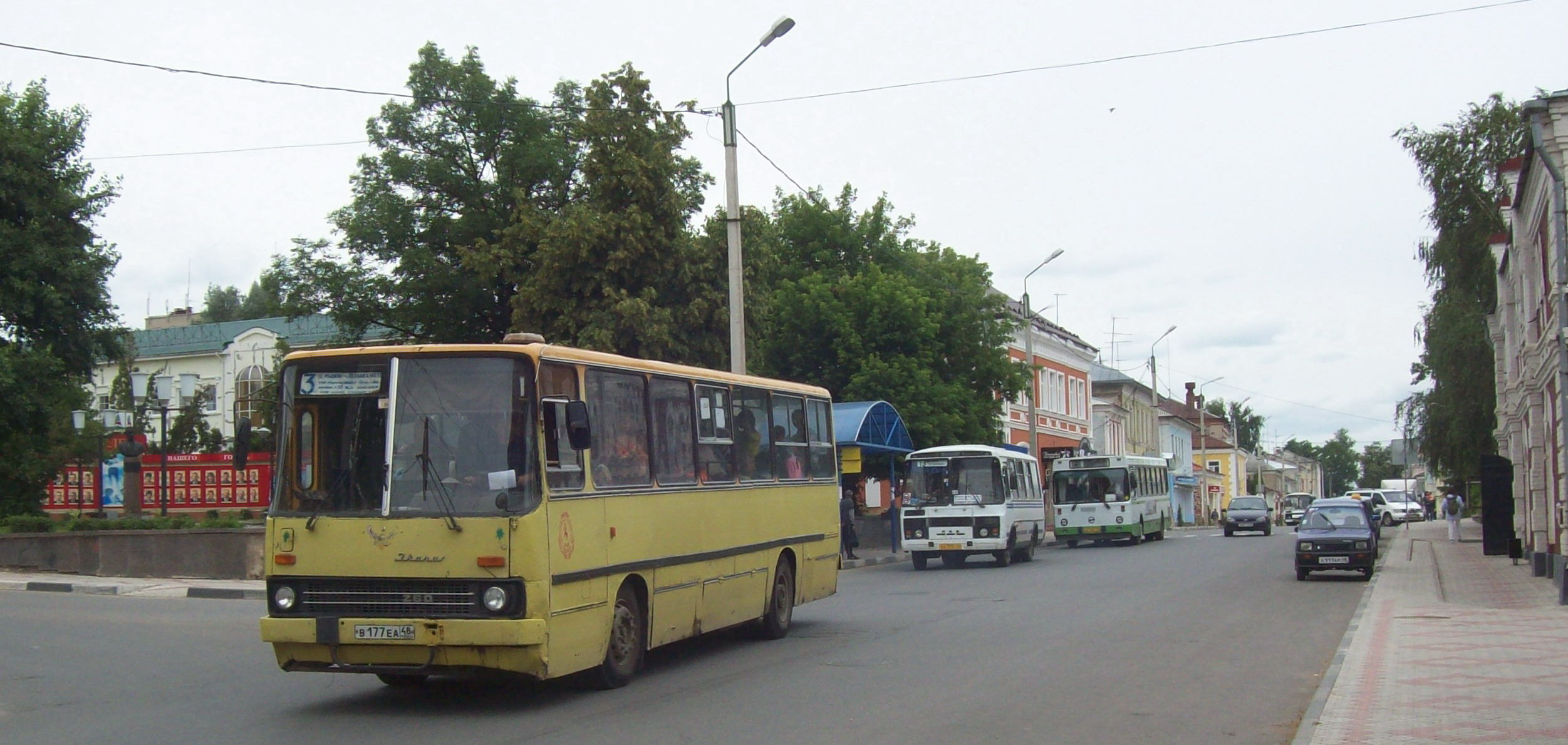
أحد شوارع المدينة

أصبحت المدينة في القرن الـ 19 من المدن التجارية الضخمة ومركزا لتجارة الحبوب والدقيق والمنتجات الحيوانية بحيث تمت مساواتها عام 1846 بمراكز المحافظات والموانئ. وفي عام 1868 تم إنشاء شبكة توزيع المياه في المدينة وبوشر بمد خط سكك الحديد وفي عام 1869 افتتحت مدرسة لسكك الحديد.
في عام 1888 انشأ أول مستودع للحبوب (صومعة) في روسيا يتسع لاكثر من 650 طن من الحبوب والذي مازال يعمل حتى يومنا هذا، لقد ساهم هذا المستودع في ازدهار تجارة الحبوب والدقيق الذي كان ينتج في المطاحن المائية العديدة التي انشأت في المدينة وضواحيها.
بعد قيام ثورة أكتوبر عام 1917 واقامة السلطة السوفيتية هرب التجار والاغنياء من المدينة، كما تضررت المدينة كثيرا بسبب الحرب الاهلية حيث دمر العديد من مؤسساتها ومبانيها وكان على سكانها إعادة بناء ما دمرته الحرب. وتم خلال الخطة الخمسية الأولى إنشاء مصنع لدباغة وتصنيع الجلود ومصنع اخر للكلس ومد خط سكك الحديد الذي يربط موسكو بمنطقة الدنباس والذي يمر عبر مدينة يليتس واسست الكولخوزات والسوفخوزات الزراعية. في عام 1928 افتتحت في المدينة أول مؤسسة صحية فيها مختلف الاختصاصات الطبية كما انشأت في نفس السنة الإذاعة المحلية. في عام 1933 انجز العمل في إنشاء جسر على النهر وفي عام 1934 أعلن عن بدء حملة محو الامية في المدينة وتوابعها. في عام 1936 باشر المصنع الجديد بانتاج قضبان الفحم والاقطاب الكربونية المستخدمة في مختلف الصناعات الكهربائية.وفي عام 1937 بوشر ببناء مصنع البطاريات الذي باشر بالإنتاج عام 1940 . في هذه السنة حصلت منتجات الحياكة والتخريم في معرض باريس الدولي على الميدالية الذهبية ودبلوم المعرض.
لقد بلغ عدد المؤسسات الصناعية العاملة في المدينة خلال الثلاثينيات 20 مؤسسة مختلفة الإنتاج. كما بنيت محطة لتوليد الكهرباء طاقتها 1200 كيلوواط، وافتتح معهد اعداد المعلمين واخر طبي ومدارس مهنية مختلفة وانشأت المستوصفات ومستشفى ودور السينما والمسارح والمتاحف والنوادي والمكتبات العامة وملعب رياضي.

### المدينة في سنوات الحرب الوطنية العظمى
بعد فترة من بداية الحرب الوطنية العظمى احتلت القوات الألمانية المدينة خلال الفترة من 3 إلى 9 ديسمبر/ كانون الأول عام 1941 الا انها كانت تتعرض باستمرار لقصف الطائرات الألمانية حتى نهاية عام 1943 . كانت مدينة يليتس قاعدة مهمة بالنسبة لقوات الجيش الأحمر وفصائل الأنصار التي كانت تنشط في منطقة اوريول وقوس كورسك – اوريول وكذلك لفصائل الأنصار في بيلاروسيا، حيث عمل فيها محور سكك الحديد وكذلك مطاران كانا يستخدمان ليس فقط لانطلاق الطائرات نحو الاهداف العسكرية للعدو، بل ولمساندة فصائل الأنصار في بيلاروسيا. لقد تعرضت المدينة كغيرها من المدن السوفيتية إلى اضرار بالغة بسبب الاحتلال والعمليات العسكرية. حيث ادت عمليات القصف الجوي للمدينة إلى تدمير خطوط سكك الحديد والمؤسسات الصناعية والمباني السكنية في المدينة. ورغم كل هذا تمكن سكان المدينة ان يعيدوا بناء مدينتهم الجميلة بحيث انه في عام 1944 عادت 11 مؤسسة صناعية كبيرة و24 مؤسسة صناعية صغيرة للإنتاج، كما افتتح عدد من المدارس والمؤسسات الخدمية والثقافية. لقد استمرت أعمال إعادة بناء المدينة بهمة عالية وبوتائر سريعة بحيث انه بحلول عام 1950 كان الجزء الأكبر من الأعمال قد انجز.

## ييليتس اليوم
تعتبر مدينة يليتس اليوم من المدن ذات البنية الصناعية المتطورة نظرا لعدد المصانع الكبيرة التي تنتج بضائع مختلفة تسوق إلى الاسواق المحلية والاسواق الخارجية كما تعمل مجموعة من المناجم السطحية حيث تستخدم المواد الخام المستخرجة في مختلف مجالات الاقتصاد الوطني، كما تعمل في المدينة مجموعة من مصانع المواد الغذائية والصناعات الخفيفة ومصانع التخريم (الدنتيلا) المشهورة عالميا.
تعمل في المدينة مجموعة من المؤسسات التعليمية مثل جامعة يليتس الحكومية المسماة باسم الكاتب الروسي المعروف إيفان بونين التي تضم 17 كلية ومجالس علمية مختلفة. كما تعمل في المدينة فروع لجامعات حكومية واهلية إضافة إلى المعاهد المهنية المتوسطة والثانويات المختلفة. وفي المدينة عدد كبير من الثانويات ومعاهد الفنون الجميلة أطلق على احداها اسم الملحن الروسي الكبير تيخون خرينيكوف إضافة إلى المدارس الدينية.
تعمل في المدينة 29 مؤسسة ثقافية وفنية مثل مسرح يليتس للدراما ومسرح الشباب ومسارح الرقص وكذلك عدد من النوادي الثقافية والكاليريهات الفنية ومجموعة من المتاحف التاريخية والشخصية وكذلك عدد من المكتبات العامة ودور السينما والكازينوهات.

## السياحة في المدينة
ادرجت المدينة في قائمة المدن التراثية التاريخية الروسية (115 مدينة) كما ادخلت إلى خطوط السياحة. يوجد في في المدينة 226 اثرا معماريا وتاريخيا. ان مركز المدينة التاريخي يحتفظ بعدد كبير من المعالم الاثرية مثل «منزل الحاكم – القرن 18» وكنيسة العذراء التي بنيت في عهد القيصر بطرس الأكبر على طراز «الباروكو» حيث تمتاز بزخارف جميلة للنوافذ والمداخل والاعمدة وتقع الكنيسة تحت حماية الدولة باعتبارها من المعالم التاريخية. كما هناك مصلى بني على شرف ضحايا المعارك مع تيمورلنك. وهناك كاتدرائية الصعود (القرن الـ 19) التي استغرق بناؤها 44 عاما من عام 1845 وحتى عام 1889 . ان الكاتدرائية بناء ضخم جدا حيث استخدم في بنائها أكثر من 10 ملايين آجرة. بنيت الكاتدرائية على الطراز المعماري الروسي – البيزنطي، وهي من المعالم المعمارية الاثرية في روسيا. ومن الاثار المعمارية والتاريخية كنيسة الامراء القديسين الكسندر نيفسكي وميخائيل تفيرسكوي التي بنيت عام 1909 وتعتبر من أجمل واروع كنائس المدينة. كما توجد معالم تاريخية أخرى في المدينة مثل الاديرة والبيوت التي بنيت في القرون 17 و18 و19 . تعمل في المدينة مجموعة من الفنادق السياحية مثل مجمع فنادق يليتس التي تستقبل السياح على مدى السنة وتوفر لهم كل وسائل الراحة.